# 中国化薬
中国化薬株式会社（ちゅうごくかやく、CHUGOKUKAYAKU CO.,LTD）は、広島県呉市に本社を置く化学薬品製造、武器製造のメーカー。
自衛隊、H-IIAロケット用の特殊な火薬類・火工品の製造、化学合成品の製造、飲料品の販売をしている。

## 沿革
- 1947年（昭和22年） - 設立

## 主要事業所
- 本社 - 広島県呉市天応塩谷町
- 東京支店 - 東京都中央区日本橋本町
- 大阪営業所 - 大阪市北区西天満
- 江田島工場 - 広島県江田島市江田島町小用
- 江田島工場屋形石分工場 - 広島県江田島市江田島町切串
- 吉井工場 - 群馬県高崎市吉井町岩崎

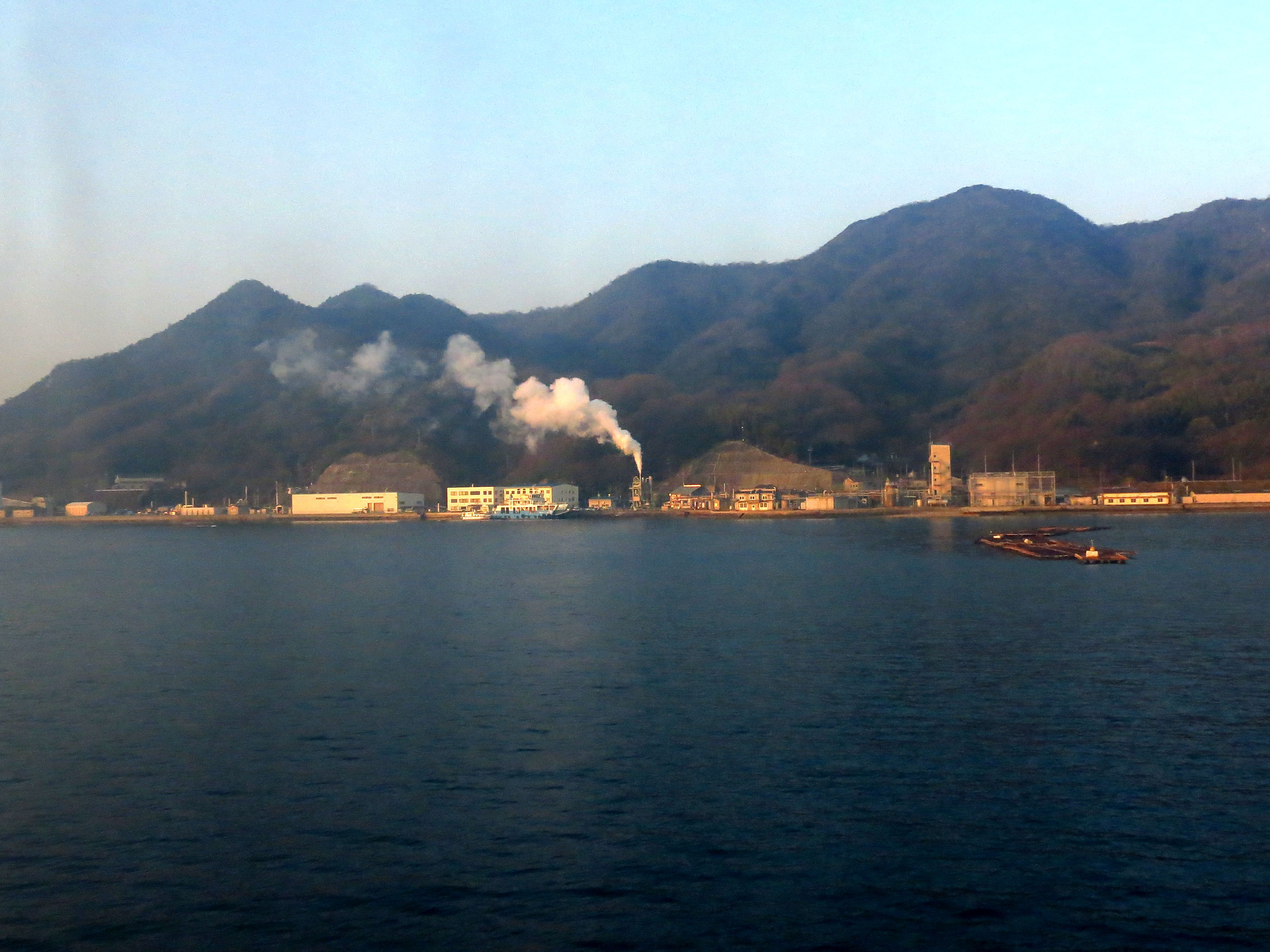
江田島工場

## 主な事故
- 1971年7月5日 - 水中用ダイナマイトを製造していた江田島工場で爆発事故が発生。溶填工室が全壊、他20棟が半壊[2]。